# Karsbach
Karsbach est une commune de Bavière (Allemagne), située dans l'arrondissement de Main-Spessart, dans le district de Basse-Franconie.